# 劍魚座κ
劍魚座κ，又名CP-59 376，HD 30478、SAO 233664、HR 1530，是劍魚座的一颗恒星，视星等为5.27，位于銀經269.44，銀緯-39.05，其B1900.0坐标为赤經4h 42m 50.5s，赤緯-59° -39.05′ 58″。